# エドウィン・ミルズ (経済学者)
エドウィン・スミス・ミルズ（Edwin Smith Mills、1928年6月25日 - ）は、都市経済学への貢献で知られたアメリカ合衆国の経済学者。ジョンズ・ホプキンズ大学（1957年 - 1970年）、プリンストン大学（1970年 - 1987年）、ノースウェスタン大学（1987年 - 1996年）で長らく教鞭を執った。
ニュージャージー州コリングスウッドに生まれたミルズは、1946年にコリングスウッド高等学校を卒業し、2年間アメリカ陸軍工兵隊に勤務した。その後、ブラウン大学とバーミンガム大学に学んだ。
主著『都市の経済学 (Urban Economics)』は15版を重ねたロングセラーとなり、1973年には日本語にも訳された。